# Ketjap

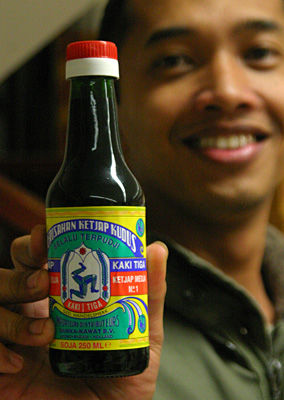
Indonesische ketjap medja

Ketjap (Indonesisch: kecap) is een Indonesische sojasaus. Het wordt gemaakt van een gefermenteerd mengsel van sojabonenmeel, grof gemalen tarwe, kruiden, suiker en zout.
Er zijn vele soorten ketjap onder andere:
- Ketjap manis: erg zoete sojasaus
- Ketjap sedang: minder zoete sojasaus
- Ketjap asin: zoute sojasaus
- Ketjap kendal: donkere, stroperige sojasaus; wat smaak betreft vergelijkbaar met ketjap manis
- Ketjap medja: donkere, stroperige sojasaus; zoet en zout. Zit qua smaak tussen manis en asin in

Ketjap asin wordt gebruikt in de keuken bij het bereiden van gerechten, terwijl ketjap manis aan tafel wordt gebruikt als toevoeging voor het op smaak brengen van een maaltijd. Ketjap manis is de meest gebruikte soort.
Kenmerken van Indonesische ketjap zijn de donkerbruine kleur en de stroperigheid. Dit is anders bij Chinese en Japanse sojasauzen. Die zijn dunner en meestal niet zoet.

## Ketchup
Over de oorsprong van het Engelse woord ketchup bestaan meerdere etymologische verklaringen. Eén daarvan is een verbastering van ketjap.